# توبا (نووا تسرنگا)
توبا (به صربی: Toba) یک منطقهٔ مسکونی در صربستان است که در Nova Crnja Municipality واقع شده‌است. توبا ۶۹۱ نفر جمعیت دارد و ۶۸ متر بالاتر از سطح دریا واقع شده‌است.